# 张景安
张景安（1949年10月—），男，汉族，中华人民共和国政治人物，中华人民共和国科学技术部原党组成员、科技日报社原社长，国际欧亚科学院院士，第十一届全国政协委员。

## 生平
1978年任中国人民大学团委书记。2008年，当选第十一届全国政协委员，代表科学技术界，分入第二十九组。并担任教科文卫体委员会专委。